# Kazuhito Mochizuki
Pour les articles homonymes, voir Mochizuki.
Kazuhito Mochizuki (望月 一仁, Mochizuki Kazuhito) est un footballeur japonais né le 1er décembre 1957. Il évoluait au poste d'attaquant.

## Palmarès de joueur
- Vainqueur de la Coupe du Japon en 1982